# Помарето
Помарето (итал. Pomaretto) је насеље у Италији у округу Торино, региону Пијемонт.
Према процени из 2011. у насељу је живело 3039 становника. Насеље се налази на надморској висини од 621 м.

## Становништво
Према резултатима пописа становништва 2011. у општини је живело 1.068 становника.
| 1931. | 1936. | 1951. | 1961. | 1971. | 1981. | 1991. | 2001. | 2011. |
| ----- | ----- | ----- | ----- | ----- | ----- | ----- | ----- | ----- |
| 1.052 | 1.183 | 1.035 | 1.026 | 1.258 | 1.243 | 1.128 | 1.084 | 1.068 |